# Rio Luvuvhu
Rio Luvuvhu é um rio da província de Limpopo, na África do Sul.